# 25198 Kylienicole
25198 Kylienicole este un asteroid din centura principală de asteroizi.

## Descriere
25198 Kylienicole este un asteroid din centura principală de asteroizi. A fost descoperit pe 26 septembrie 1998 la Socorro, New Mexico, în cadrul proiectului LINEAR. Asteroidul prezintă o orbită caracterizată de o semiaxă mare de 2,90 ua, o excentricitate de 0,07 și o înclinație de 2,0° în raport cu ecliptica.